# 赤尾谷
赤尾谷（あかおだに）とは、主に中世・近世に用いられた越中国礪波郡五箇山（現・富山県南砺市）内の地域区分の一つ。富山方言（五箇山方言）では「谷」が撥音化するため、地元では赤尾谷（あかおだん）と読まれる。
上梨谷・下梨谷・小谷・利賀谷および赤尾谷の「五つの谷（山）」から構成されることが、「五箇山」という名称の由来とされる。地理的には飛騨国白川郷から北流してきた庄川が、東に大きく流れを変える菅沼集落までの庄川沿岸の諸集落で、旧上平村の西部一帯に相当する。また、より狭義の用法として、西赤尾町を流れる草谷とその支流を総称して赤尾谷と呼ぶこともある。

## 概要

### 中世

近世期の五箇山地図。飛騨から北上する庄川が、菅沼集落で大きく東に流れを変えるまでの一帯に相当する。

五箇山地域は平家の落人、南朝の落人の流入を経て集落が形成されたと考えられており、南北朝時代より最古の文字資料が現れ始める。赤尾谷については、室町時代末期に真宗の布教に大きな役割を果たした赤尾道宗が存在することから、例外的に中世期についての豊富な記録が残っている。「新屋道場由来記」によると、中世の赤尾谷地域は（1）平瀬氏の治める新屋を中心とした庄川東岸一帯、（2）角淵氏の治める西赤尾を中心とした庄川西岸南部一帯、（3）高桑氏の治める漆谷を中心とした庄川西岸北部一帯、の三地域に分かれていたという。中世の赤尾谷が三地域に分かれていたことは、行徳寺所蔵の大永5年(1525年)付け古文書において「赤尾三村」という表記がみられることからも裏付けられる。郷土史家の高桑敬親は、平瀬氏・角淵氏・高桑氏らが五箇山に逃れた南朝の落人が土着した者達であったと推定している。
室町時代前半ころには、砺波郡平野部の井口氏を通じて「なしとか（梨谷と利賀谷）」すなわち五箇山地域から徴税されたとの記録があり、武士の支配する荘園制の末端に属していた。しかし、室町時代後半には浄土真宗の教えが急速に広まり、戦国時代には武家領主の支配が及ばない、一向一揆の支配する地域に五箇山は属することとなった。本願寺教団で最初に五箇山地方に教線を伸ばしたのは越前国の和田本覚寺で、地理的に最も越前国に近い赤尾谷は全域が本覚寺門徒となった。この本覚寺門徒で赤尾谷出身の浄徳という僧があり、この浄徳の甥が妙好人として名高い赤尾の道宗で、赤尾谷の行徳寺・道善寺は道宗の開基と伝えられる。
行徳寺が五箇山内で最も早く「寺」として公認されたこと、また越前・加賀国境が封鎖されたことにより五箇山-白川を通るルートが本願寺参詣のため重視されたことなどを背景に、戦国期の赤尾谷は多くの真宗門徒の集う地となった。赤尾谷の桂・小瀬集落には武家に敗れた僧侶門徒が多数逃れこんだ伝承がある他、多くの門徒が集まる行徳寺一帯は「町」と呼ばれ、現在に至るまで 「西赤尾町」 集落として知られている。
永正6年（1509年）6月9日付け本願寺実如下付本尊には「本覚寺門徒篠塚下 越中国利波郡赤尾楮村」との記載があり、この頃既に「赤尾谷」という地域単位が成立していたようである。奥田直文は「五箇山」という名称が一向一揆による支配の確立と同時に現れることに注目し、「それ以前の旧荘園に規定された地域単位とは別の原理で成り立つ、新しい地域結集単位」であったことを指摘している。
天文21年（1552年）10月27日付五箇山十日講起請文には赤尾谷・上梨谷・下梨谷・小谷・利賀谷ごとに有力者の署名があり、これによって、戦国期の五箇山は既に中世的な領主が存在せず村の自治を達成していること、旧国衙領たる「保」の単位でなく五つの谷ごとに村落連合を形成していることが分かる。赤尾谷に関しては、本文書中に成出・下嶋・おせ（小瀬）・かうす（楮）といった現在に繋がる集落名が既に見える。

### 近世

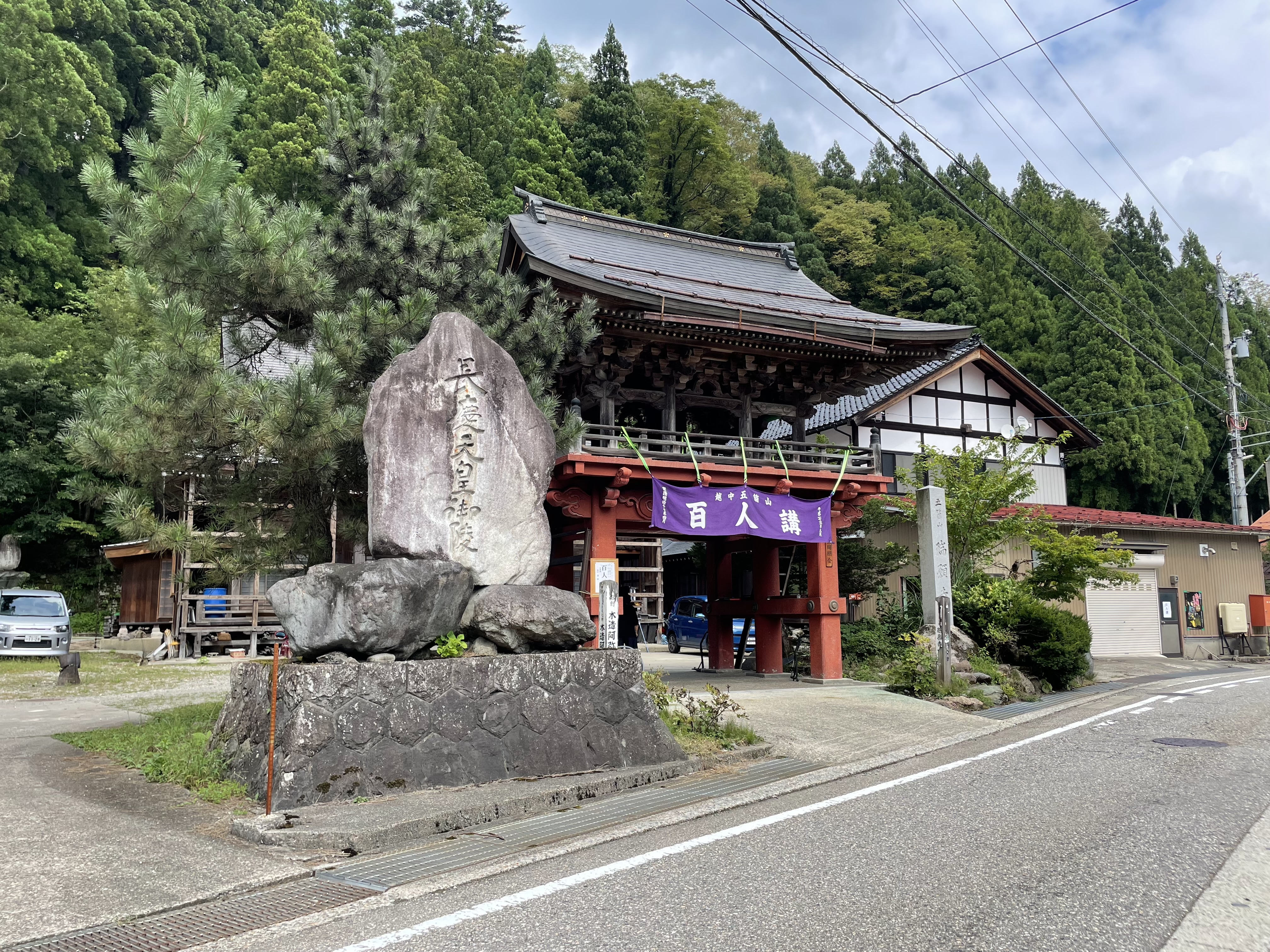
下梨集落の瑞願寺。下梨村の市助は瑞願寺の僧であった。

戦国時代を通じて五箇山は一向一揆の支配下にあったが、天正13年（1585年）の佐々成政による制圧を経て、前田家（加賀藩）の統治下に入った。加賀藩は当初、下梨村の市助を代官として五箇山を支配する体制を取ったが、その下には中世の「五つの谷」に由来する「与頭（くみがしら）」もしくは「与合頭（くみあいがしら）」と呼ばれる代表者が置かれていた。例えば元和5年（1619年）・寛永7年（1630年）の史料には利賀・小谷・下梨谷・上梨谷・赤尾谷の五組が記録されており、寛永元年（1661年）の文書では市助と皆葎村太郎左衛門（上梨谷）・新屋村太郎右衛門（赤尾谷）・見座村市右衛門（下梨谷）・入谷村甚助（小谷）・細島村源太郎（利賀谷）ら与合頭5名が連名で署名している。
しかし、市助と与頭による支配体制は比較的早い段階で廃止され、五箇山では東西二つの十村組（後に「利賀谷組」「赤尾谷組」という名称で固定する）に分かれ支配される体制が確立した。西半の「赤尾谷組」はかつての赤尾谷・上梨谷・下梨谷に含まれる集落が、東半の「利賀谷組」には小谷・ 利賀谷に含まれる集落が、それぞれ属していた。これ以後、「五つの谷」ごとの区分は住民間の活動の中には残されたものの、加賀藩の行政機構上では地位を失い、公文書などで言及されることはなくなった。一連の支配体制の変化は「五つの谷」ごとの自治性の強い五箇山のあり方が、加賀藩が統制を強める中で近世的村落に移行する過程でもあった。
江戸時代中期には、利賀谷の岩渕村伊右衛門、赤尾谷の中田村助九郎と西赤尾町村長右衛門の三名が五箇山を代表する豪農に成長し、多くの百姓から借財のかたとして得た掛作高を保有していた。小谷・下梨谷・上梨谷には上記三名に匹敵する豪農が存在せず、多くの村人は豪農たちや城端町人からの借財によって生計を立てていた。しかし、天保の飢饉をきっかけとして天保8年（1837年）に高方仕法が施行されると、豪農たちは掛作高を没収され、西赤尾町村長右衛門などは当主の散財もあいまって急速に没落した。なお、現在国の重要文化財に指定されている岩瀬家住宅は、もとは西赤尾町村長右衛門の家として築かれたものである。

### 近現代

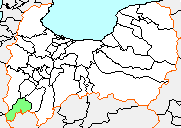
富山県内の上平村の位置図。

明治維新を経て町村制が施行されると、従来の「五つの谷」や「五箇山両組」とも異なる、上平村・平村・利賀村の「五箇三村」が成立した。これは、江戸時代の「城端手寄の村」と「井波手寄の村」という商圏上の区画に基づいてまず「下梨村外四十三ヶ村」と「下原村外二十五ヶ村」に分けられ、前者が更に二分割されて上平村・平村となり、後者が利賀村が形成されたものであった。
上平村の前身となったのは明治16年5月設置の「細嶋村外十八ヶ村」であり、この時以来、上平地域の役場(現在の上平市民センター）は上梨谷に属する細嶋集落に置かれている。上平村には赤尾谷の全域と上梨谷の中西部が含まれるが、村内で最も人口が多く規模が大きいのは赤尾谷の西赤尾町集落であるのに対し、行政の中心は上梨谷の細嶋に位置するという特徴がある。
「五箇三村」は21世紀初頭に南砺市に合併したが、上平地域・平地域・利賀地域という区分は現在に至るまで定着している。現在、「赤尾谷」の地域区分が意識されることはほとんどないが、西赤尾町・東赤尾といった字名に名残を留めている。

## 赤尾谷の集落一覧
| 集落名   | 旧表記 | 市町村 | 寺院       | 神社         |
| 成出     | -      | 上平村 | -          | 成出八幡社   |
| 楮       | かうす | 上平村 | 聖光寺     | 楮八幡宮     |
| 真木     | 牧     | 上平村 | -          | 東赤尾八幡宮 |
| 東赤尾   | 上野   | 上平村 | -          | 東赤尾八幡宮 |
| 新屋     | -      | 上平村 | 道善寺     | 東赤尾八幡宮 |
| 上中田   | 中田   | 上平村 | 上中田道場 | 少彦名社     |
| 田下     | 田ノ下 | 上平村 | -          | 少彦名社     |
| 菅沼     | -      | 上平村 | -          | 菅沼神明社   |
| 小瀬     | -      | 上平村 | -          | 小瀬神明社   |
| 漆谷     | -      | 上平村 | 漆谷道場   | 漆谷住吉社   |
| 桂       | 葛     | 上平村 | -          | 桂八幡宮     |
| 打越     | -      | 上平村 | -          | 氏神無之村   |
| 下島     | 下嶋   | 上平村 | 下島道場   | 西赤尾八幡社 |
| 西赤尾町 | 赤尾   | 上平村 | 行徳寺     | 西赤尾八幡社 |

## 天文21年十日講起請文の赤尾谷署名者
| 署名                     | 瑞願寺注記                                    | 近世の道場                       | 対応する現代の寺院     |
| ------------------------ | --------------------------------------------- | -------------------------------- | ---------------------- |
| 唯通重家（花押）         |                                               | 小松本覚寺道場 新屋村 市十郎     | 新屋集落の道善寺       |
| 次郎左衛門尉 （花押）    |                                               |                                  | 詳細不明               |
| 新介真弘 （花押）        |                                               |                                  | 詳細不明               |
| 藤左衛門尉（花押）       |                                               |                                  | 詳細不明               |
| 七郎五郎勝弘（花押）     |                                               |                                  | 詳細不明               |
| 藤七（花押）             |                                               |                                  | 詳細不明               |
| 大郎兵衛（略押）         |                                               |                                  | 詳細不明               |
| 中田五郎左衛門尉（花押） |                                               | 鳥羽野万法寺道場 漆谷村 次右衛門 | 漆谷集落の念仏道場か   |
| こせ左衛門尉（略押）     | 上ノ村五郎右衛門先祖哉 当時家名をヲこせと申候 |                                  | 上野集落の有力者か     |
| 成出こんかミ（略押）     |                                               |                                  | 成出集落の有力者か     |
| 下嶋六郎左衛門尉（略押） |                                               | 赤尾行徳寺下 下島村 惣九郎       | 下嶋集落の念仏道場か   |
| 衛門九郎（略押）         |                                               |                                  | 詳細不明               |
| 七郎衛門（略押）         |                                               |                                  | 詳細不明               |
| 甚衛門（花押）           |                                               |                                  | 下島集落の天野家先祖か |
| 六郎衛門（略押）         |                                               |                                  | 詳細不明               |
| おせこんかミ（略押）     |                                               |                                  | 小瀬集落の羽馬家先祖か |
| 兵衛（略）               |                                               |                                  | 山本家か               |
| かうす村左衛門尉（略押） |                                               | 小松本覚寺道場 楮村 八兵衛       | 楮集落の聖光寺         |
| 同 太夫                  |                                               |                                  | 楮村の有力者か         |
| 八郎衛門                 |                                               |                                  | 詳細不明               |